# Michael Schulze (Musiker)
Michael Schulze (* 18. November 1971; † 21. Mai 2025 in Hof), bekannt unter dem Künstlernamen „Hofsänger“, war ein deutscher Straßenmusiker.

## Leben
Michael Schulze, genannt „Micha“, war ein oberfränkisches Stadtoriginal. Er wuchs in der DDR auf. Nach der Wende kam er als Hilfskraft in der Altenpflege nach Bad Harzburg. Bei einem schweren Autounfall erlitt er ein Schädel-Hirn-Trauma und fand nicht mehr ins Arbeitsleben zurück. Er beschloss, Straßenmusiker zu werden, zog zunächst nach Schwarzenhammer und spielte seine selbst geschriebenen Songs in Selb. Anschließend kam er nach Hof, wo er über einen Zeitraum von 30 Jahren bei fast jedem Wetter mit seiner Gitarre in der Hofer Altstadt am Kugelbrunnen saß. Vorbeikommende habe er immer freundlich gegrüßt und gelegentlich auch mit Sprüchen bedacht. Die musikalische Qualität seiner gesanglichen Darbietungen mit Begleitung auf der manchmal nur dreiseitigen Gitarre war nicht unumstritten.
Überregional wurde er über mehrere Zeitungsartikel bekannt, unter anderem in der Zeit. 2014 drehten Studierende der Hochschule für Angewandte Wissenschaften Hof einen Kurzdokumentarfilm über ihn.
Seit dem 7. März 2022 trug er offiziell den Künstlernamen Hofsänger, der auch in seinen Personalausweis eingetragen wurde.
Schulze starb am 21. Mai 2025 nach langer Krankheit. Die Beerdigung war öffentlich und stark frequentiert.